# Demagogo

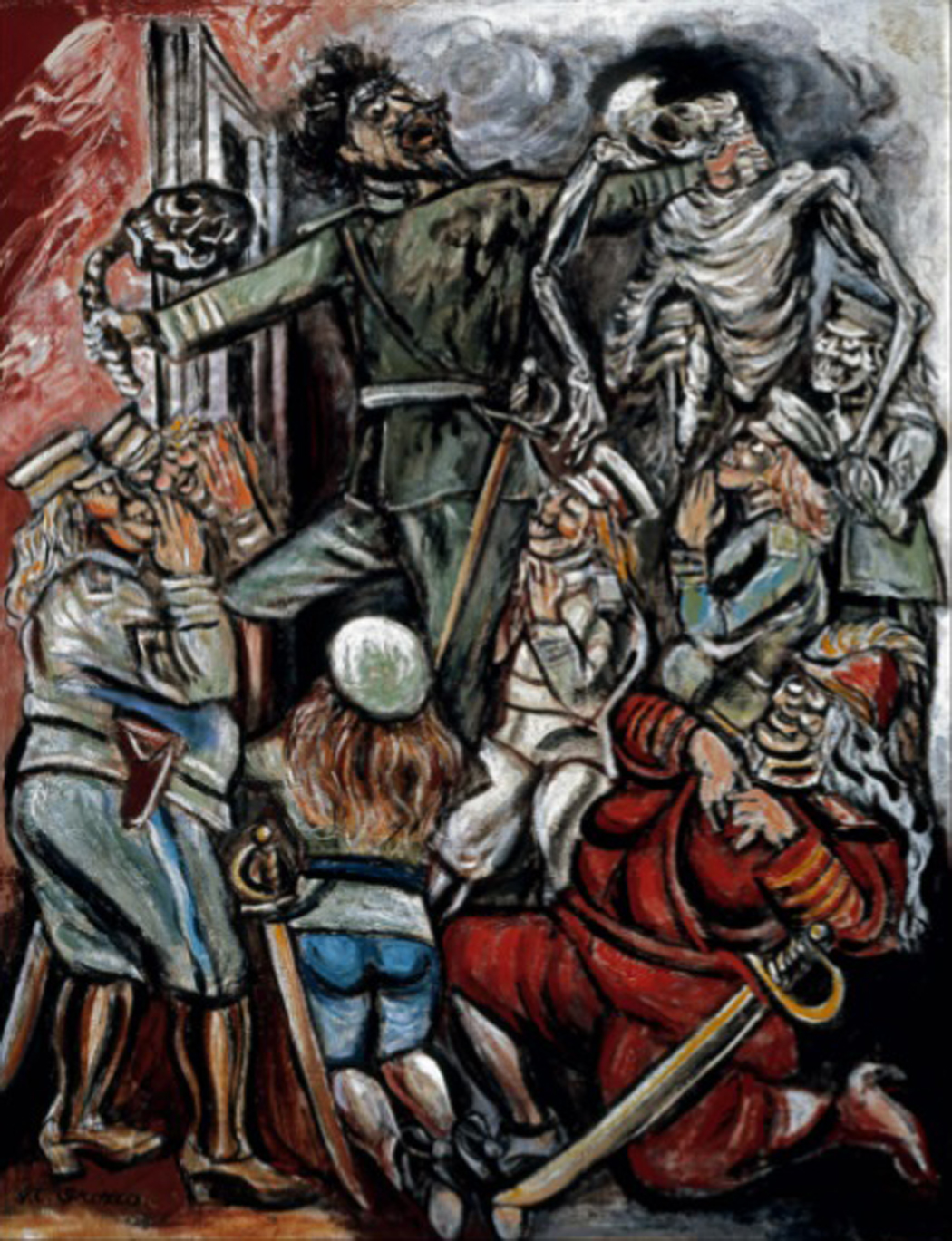
Representación en el cuadro "El demagogo", de José Clemente Orozco.

Demagogo, literalmente traducido como 'conductor del pueblo', es un término utilizado por algunos atenienses para designar a los políticos surgidos en Atenas a la muerte de Pericles. Habitualmente tenía connotaciones negativas e indicaba que al hombre de esas características le interesaba sólo su bienestar, a diferencia del verdadero político, que se preocupaba del bienestar del estado. Pero, frente al uso que habitualmente se da en la actualidad a la palabra «demagogo», era utilizada a veces con un sentido neutral.